# Padre Las Casas (Araucanía)
Padre Las Casas is een gemeente in de Chileense provincie Cautín in de regio Araucanía. Padre Las Casas telde 76.126 inwoners in 2017 en heeft een oppervlakte van 401 km².
- Virtual International Authority File: 140261131